# ZNF513
ZNF513 (англ. Zinc finger protein 513) – білок, який кодується однойменним геном, розташованим у людей на 2-й хромосомі. Довжина поліпептидного ланцюга білка становить 541 амінокислот, а молекулярна маса — 57 882.
| 10         |  | 20         |  | 30         |  | 40         |  | 50         |
| ---------- |  | ---------- |  | ---------- |  | ---------- |  | ---------- |
| MPRRKQSHPQ |  | PVKCEGVKVD |  | TEDSLDEGPG |  | ALVLESDLLL |  | GQDLEFEEEE |
| EEEEGDGNSD |  | QLMGFERDSE |  | GDSLGARPGL |  | PYGLSDDESG |  | GGRALSAESE |
| VEEPARGPGE |  | ARGERPGPAC |  | QLCGGPTGEG |  | PCCGAGGPGG |  | GPLLPPRLLY |
| SCRLCTFVSH |  | YSSHLKRHMQ |  | THSGEKPFRC |  | GRCPYASAQL |  | VNLTRHTRTH |
| TGEKPYRCPH |  | CPFACSSLGN |  | LRRHQRTHAG |  | PPTPPCPTCG |  | FRCCTPRPAR |
| PPSPTEQEGA |  | VPRRPEDALL |  | LPDLSLHVPP |  | GGASFLPDCG |  | QLRGEGEGLC |
| GTGSEPLPEL |  | LFPWTCRGCG |  | QELEEGEGSR |  | LGAAMCGRCM |  | RGEAGGGASG |
| GPQGPSDKGF |  | ACSLCPFATH |  | YPNHLARHMK |  | THSGEKPFRC |  | ARCPYASAHL |
| DNLKRHQRVH |  | TGEKPYKCPL |  | CPYACGNLAN |  | LKRHGRIHSG |  | DKPFRCSLCN |
| YSCNQSMNLK |  | RHMLRHTGEK |  | PFRCATCAYT |  | TGHWDNYKRH |  | QKVHGHGGAG |
| GPGLSASEGW |  | APPHSPPSVL |  | SSRGPPALGT |  | AGSRAVHTDS |  | S          |

A: Аланін

C: Цистеїн

D: Аспарагінова кислота

E: Глутамінова кислота

F: Фенілаланін

G: Гліцин

H: Гістидин

I: Ізолейцин

K: Лізин

L: Лейцин

M: Метіонін

N: Аспарагін

P: Пролін

Q: Глутамін

R: Аргінін

S: Серин

T: Треонін

V: Валін

W: Триптофан

Кодований геном білок за функцією належить до фосфопротеїнів. 
Задіяний у таких біологічних процесах, як транскрипція, регуляція транскрипції, альтернативний сплайсинг. 
Білок має сайт для зв'язування з іонами металів, іоном цинку, ДНК. 
Локалізований у ядрі.